# Marcus Ward Lyon

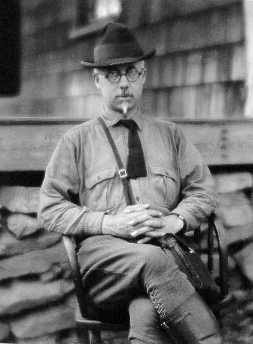
Marcus Ward Lyon, Jr. auf Plummers Island (1917)

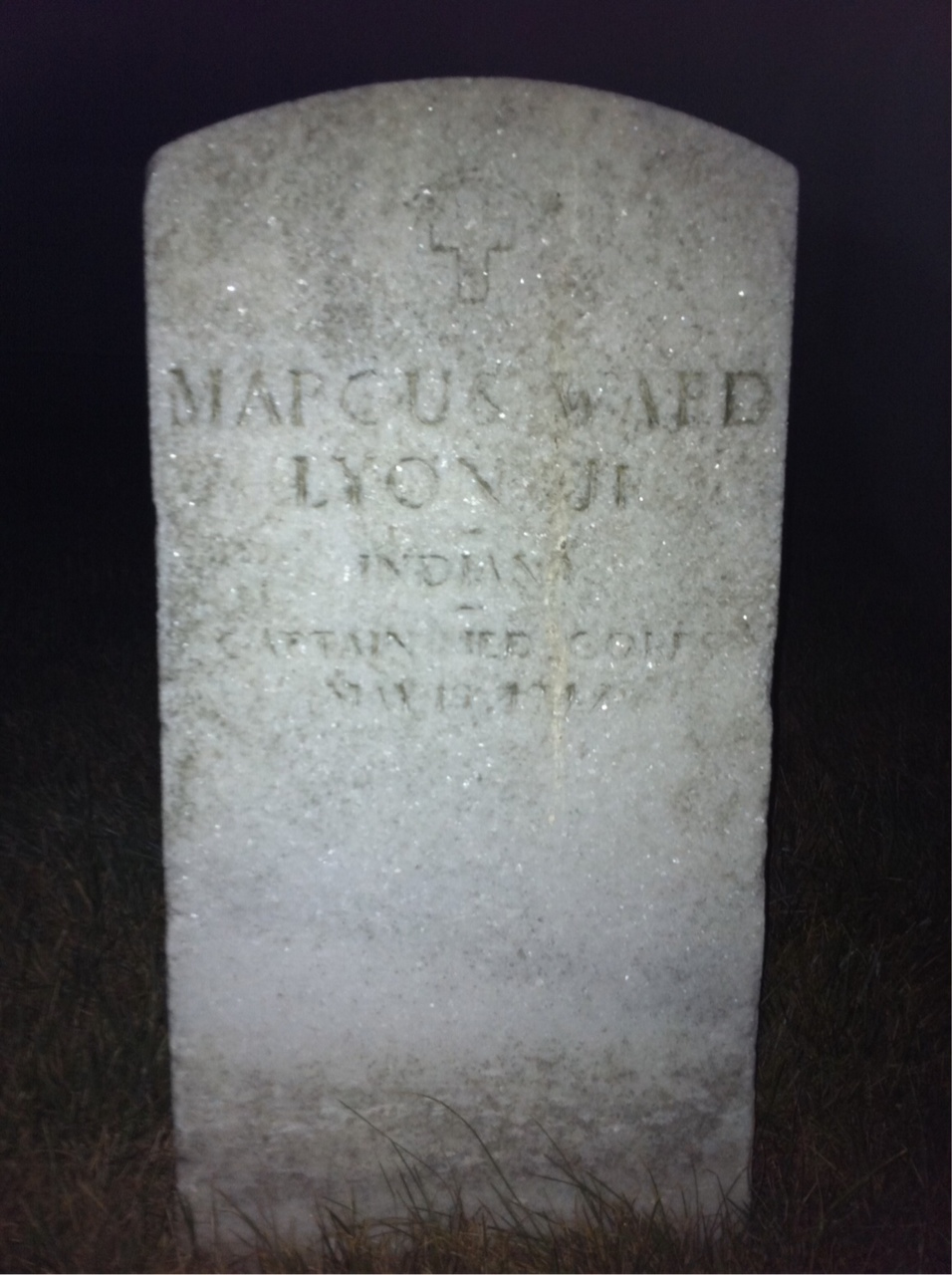
Lyons Grabstein auf dem Nationalfriedhof Arlington

Marcus Ward Lyon, Jr. (* 5. Februar 1875 im Rock Island Arsenal, Illinois; † 19. Mai 1942 in South Bend, Indiana) war ein US-amerikanischer Mammaloge, Pathologe und Parasitologe.

## Leben
Lyon war der Sohn von Marcus Ward Lyon, Sr., der Captain bei der United States Army war. Über sein frühes Leben, das er auf Armeeposten in verschiedenen Teilen der Vereinigten Staaten verbrachte, ist wenig bekannt. In seiner Kindheit sammelte er Insekten und andere Tiere im Watertown Arsenal in der Nähe von Boston, Massachusetts. 1893 machte er seinen Highschool-Abschluss in Rock Island und schrieb sich noch selben Jahr an der Brown University ein, wo er 1897 seinen Bachelor-Abschluss in Biologie machte.
Von 1897 bis 1898 Lehrbeauftragter für Bakteriologie am North Carolina Medical College. Anschließend zog er nach Washington, D.C., wo er zum Assistenten in der Abteilung für Säugetiere des National Museum of Natural History (USNM) der Smithsonian Institution ernannt wurde. Parallel zu dieser Teilzeitstelle begann er ein Studium an der George Washington University, das er 1900 mit dem Master of Science und 1902 mit dem Doktortitel abschloss. Im selben Jahr heiratete er Martha Maria Brewer aus Lanham in Maryland. Lyon arbeitete weiter im Nationalmuseum, begann aber parallel dazu eine Lehrtätigkeit an der Howard University Medical School in Washington, D.C. Dort lehrte er bis 1917 Physiologie, Bakteriologie und Pathologie. Mit dem Ausbruch des Ersten Weltkriegs trat er in die United States Army Reserve ein und diente von 1917 bis 1919 als Pathologe im Walter Reed Army Hospital, wo er den Dienstgrad eines Majors erlangte. Gleichzeitig lehrte er Veterinärzoologie und Parasitologie an der medizinischen Fakultät der George Washington University. Während dieser 18-jährigen Lehr- und Praxistätigkeit erwarb auch seine Frau einen Doktortitel an der Howard University, und 1919 nahmen sie gemeinsam ein Angebot an, in der South Bend Clinic in Indiana zu arbeiten.
Lyon veröffentlichte in der Abteilung für Säugetiere des USNM eine Reihe bedeutender Arbeiten über die Morphologie, Systematik und Zoogeographie wildlebender Säugetiere. Hierzu zählen eine Abhandlung über die Klassifizierung der Hasenartigen (1904) und eine Beschreibung der Säugetierfamilie Tupaiidae (1913), für die er von der George Washington University promoviert wurde. Obwohl seine formelle Beziehung zum USNM im Jahr 1912 endete, publizierte er bis zu seinem Umzug nach Indiana weiterhin auf breiter Basis im Bereich der Säugetierkunde. Darüber hinaus veröffentlichte er in dieser Zeit eine Reihe von medizinischen Grundlagenstudien. Nachdem er sich mit seiner Frau in South Bend, Indiana, niedergelassen hatte, widmete er sich in seinen wissenschaftlichen Beiträgen fast ausschließlich Themen aus Indiana, wobei er sich besonders auf die Region um South Bend konzentrierte. Auch seine medizinischen Veröffentlichungen stammten häufiger aus seiner Praxis als während seiner Zeit in Washington, D.C. 1936 erschien sein Hauptwerk Mammals of Indiana. In den letzten Jahren seines Lebens wurde er ein engagierter Naturschützer und Fürsprecher zum Schutz der Wildtiere.
Lyon war Mitglied und Ehrenmitglied der American Society of Mammalogists, wo er von 1931 bis 1932 als siebenter Präsident fungierte. Zudem war er Mitglied bei Sigma Xi, der Society of American Bacteriologists, der Indiana Academy of Science und der Biological Society of Washington.
Im Laufe seiner Karriere veröffentlichte Lyon mehr als 160 Arbeiten, darunter die Erstbeschreibungen von sechs Arten, drei Gattungen sowie zur monogenerischen Familie Ptilocercidae.

## Dedikationsnamen
Nach Lyon ist die auf der Insel Sado vorkommende Unterart Lepus brachyurus lyoni des Japanischen Hasen benannt.